# Wanda Nevada
Wanda Nevada è un film del 1979 diretto da Peter Fonda.

## Trama
Arizona, primi anni cinquanta. Beaudray Demerille, un giocatore d'azzardo, baro e senza fissa dimora, vince al poker Wanda Nevada, una ragazzina orfana di 13 anni il cui sogno è quello di cantare al Grand Ole Opry. Nonostante i tentativi di Beaudray di sbarazzarsene, Wanda resta accanto a lui.
In un bar, nel quale Beaudray sta giocando a biliardo scommettendo su se stesso, Texas Curly, un vecchio cercatore d'oro brillo, dice agli avventori di aver scoperto una miniera d'oro nel Grand Canyon; il vecchio viene deriso. Curly esce dal bar e lascia cadere un sacchetto; Wanda lo raccoglie, segue il vecchio e vede due delinquenti, Strap Pangburn e Ruby Muldoon, aggredire il cercatore per costringerlo a rivelare loro la sede della miniera. I due uccidono Curly; poi si accorgono della presenza di Wanda e la inseguono. Wanda si nasconde nell'automobile di Beaudray poco prima che questi parta. Strap e Ruby vedono Wanda nell'automobile, cercano di inseguirla, ma la perdono di vista. Wanda racconta a Beaudray della morte di Curly; nel sacchetto di Curly trovano una mappa e i due decidono di dirigersi verso il Grand Canyon alla ricerca della miniera. Anche Strap e Ruby si dirigono verso il Grand Canyon alla ricerca di Wanda e Beaudray.
Grand Canyon: Mentre Beaudray e Wanda stanno procedendo su dei muli in un territorio sacro agli Indiani d'America, si imbattono in Dorothy Deerfield, una fotografa di Life. Dorothy e Beaudray simpatizzano e si appartano, ma Wanda si intromette fra di loro. Rimasta sola con Dorothy, Wanda le confessa di amare Beaudray. L'indomani mattina Beaudray e Wanda ripartono alla ricerca della miniera. Trovano una fune e decidono di utilizzarla per scendere verso l'apertura di una grotta posta in basso. Prima di scendere, Wanda dice a Beaudray di amarlo. Mentre Wanda scende aggrappata alla fune, un gufo si avventa su di lei e la fa cadere; Beaudray si affretta a scendere in basso, scopre che Wanda ha perso conoscenza e, cullandola, dice che anch'egli la ama. Poi, mentre Wanda è ancora priva di conoscenza, Beaudray esplora la grotta e trova una vena d'oro. Ritorna da Wanda, la sveglia e le mostra una grossa pepita.
Il giorno successivo Wanda e Beaudray ritornano al campo base con alcuni sacchi pieni d'oro, ma non trovano più i loro muli. Beaudray decide di disfarsi dell'oro, nel caso qualcuno li stia inseguendo. Poco dopo giungono Strap e Ruby i quali chiedono l'oro; nasce una sparatoria che tuttavia lascia tutti illesi. Strap e Ruby scappano. Il mattino seguente Wanda e Beaudray trovano Strap e Ruby morti, crocifissi a un palo. Poco dopo Wanda e Beaudray ritrovano i sacchi d'oro nel deserto; li trasportano sulla riva di un fiume, dove trovano infine una barca sepolta nella sabbia che utilizzano per andare via con l'oro. Sulla barca, mentre Wanda dorme e Beaudray conta le pepite d'oro, appare nuovamente il gufo e una freccia si conficca nel petto di Beaudray. Quando si sveglia, Wanda trova Beaudray morente che, prima di perdere i sensi, dichiara il suo amore alla ragazza.
Qualche tempo dopo, Wanda è in un albergo in attesa di essere riportata in un orfanotrofio. È circondata da molti giornalisti che cercano di ottenere da lei l'esclusiva della sua storia. Una cabriolet, con Beaudray alla guida, si ferma; Wanda salta sull'automobile. Prima di ripartire con Wanda, Beaudray dice ai giornalisti che nel Grand Canyon non c'è mai stato dell'oro. Wanda e Beaudray se ne vanno via insieme in automobile verso il sole che tramonta.

## Produzione
Nel film appare, in una parte secondaria, Henry Fonda, padre del regista. Wanda Nevada è l'unico film nei quali i due compaiono.

## Critica
(Boca Raton News)
(MYmovies.it)

## Colonna sonora
Nella colonna sonora, alla fine del film, appare Morning Sun di Carole King.